# Hrvatski šport u Bosni i Hercegovini
Hrvatski šport u Bosni i Hercegovini obuhvaća sveukupnu športsku djelatnost hrvatskog naroda u toj zemlji. Šport kao dio kulture u povijesti hrvatskoga naroda u Bosni i Hercegovini svakako je jedan od njezinih važnih segmenata, koji je dao velik doprinos afirmaciji hrvatskoga naroda u Bosni i Hercegovini, njegove povijesti, kulture i inih relevantnih vrijednosti.

## Tradicijski športovi
Riječ šport nekad je označavala svaku igru i zabavu. Tradicijski športovi u prošlosti su bili jedan od glavnih događaja na selu kod Hrvata u Bosni i Hercegovini. Pored bacanja kamena s ramena, napose po dernecima uz crkvu ili pored groblja za blagoslova polja (pr. na Markovo), tu su: potezanje klipa, skok s mjesta u dalj, potezanje konopa, klizanje, loptanje, igra ćuraka, škole, mice, dugmeta, piljaka, ćore babe i bake kao i drugi način zabavljanje, kako što su sjela uz priču, pjesmu i rad. U bogatoj seoskoj tradiciji mnogi stari športovi već su postupno i zaboravljani, ali danas ponovno oživljavaju na pojedinim društvenim događajima u područjima koja naseljavaju bosanskohercegovački Hrvati te motiviraju mlade na njijovo očuvanje.

## Suvremeni športovi
Austro-ugarskim zaposjedanjem i potom aneksijom Bosne i Hercegovine započinje uvođenje suvremenih oblika organizirane tjelesne kulture. S doseljenjem Austrijanaca, Čeha, Poljaka, Mađara i drugih raste broj intelektualca i radnika koji iz svojih razvijenih sredina donose i nove oblike športskih djelatnosti. U prvom razdoblju doseljenici osnivaju brojna „međunarodna” tjelovježbna (gimnastička) društa, a naglo se razvija konjički šport, biciklizam, planinarstvo i mačevanje. Pored raznih kulturno-umjetničkih društava i prosvjetiteljskih institucija, tjelovježbne organizacije postaju snažni predstavnici nacionalnih težnji, posebno se u tom pogledu ističe sokolski pokret.
Začetnici hrvatskih društava su uglavnom doseljenici, ali tijekom razvoja prevladava domaći element. Prvo se društvo osniva 1. svibnja 1896. godine u Mostaru pod nazivom "Prvo hercegovačko koturaško društvo", koje se 1902. godine pretvara u "Hercegovačko gombalaško društvo Sokol".  Osnivaju se društva pod nazivom "Hrvatski sokol": u Sarajevu (1900.), Tuzli (1904.), Banjoj Luci (1906.), Bihaću, Bosanskom Novom i Travniku (1907.) i dr. Pred Prvi svjetski rat postoje 24 društva ujedinjena u dvije sokolske župe. "Tvrtkova sokolska župa" (1909.), sa sjedištem u Sarajevu, pokrivala je čitav teritorij Bosne i Hercegovine do osnivanja "Viševićeve sokolske župe" (1911.), sa sjedištem u Mostaru, koja je pokrivala samo područje Hercegovine. U programima hrvatskih sokolskih društava, koji su bili veoma bogati, nalazili su se, pored gimnastike, nogomet, biciklizam, koturanje i izletništvo, a sokolska društva su ostvarivala bogatu suradnju s hrvatskim kulturnim društvima, s kojima su organizirala i zajedničke priredbe.
Zakonima koje su donijela Ministarstva prosvjete, kulture i športa županija u Federaciji Bosne i Hercegovine uređena su i pitanja iz područja športa.
2018. je godina velikih športskih uspjeha športskih društava iz zapadne Hercegovine. Sastavi u iz gradova krugu od 50 km na relaciji Mostar – Grude – Široki Brijeg – Gabela osvojili su devet državnih naslova: u nogometu momčad Zrinskog je prvak BiH a Široki osvajač Kupa BiH, u rukometu Zrinjskoga iz Mostara je osvajač Kupa BiH i rukometašice Gruda prvakinje BiH, u futsalu Mostar SG je prvak BiH, u kuglanju je Posušje prvak BiH, u boćanju BK Ante Rozić iz Mostara. Prvo mjesto u drugim ligama osvojili su: nogometaši u nogometu GOŠK iz Gabele, u košarci Student iz Mostara te odbojkašice Mostara.

### Nogomet
U mostarskoj Staroj gimnaziji (Gimnazija Mostar) koja je počela djelovati kao škola već 1897. godine, začeo se i nogomet i košarka pa je značaj ove legendarne institucije za razvoj ne samo športa, od presudne važnosti za grad Mostar i čitavu regiju. U jesen 1903. godine iz Sarajeva na mostarsku gimnaziju dolazi svršeni učitelj gimnastike Viktor Beck te snažan zamah doživljava koturaštvo i gimnastika, kao temelj tjelesnog odgoja, odnosno temelj kineziologije. Drugi povijesni trenutak je dolazak novog gimnazijskog učitelja. Bio je to Stjepan pl. Kuštreba, a s njim na pozornicu stupaju novi športovi, među njima i nogomet.
Prva nogometna lopta u BiH je donesena u Mostar iz Budimpešte. Bilo je to 1903. godine, a 1905. u prostorijama HKD "Hrvoje" hrvatska mladež je osnovala Đački športski klub koji kasnije, 1912. godine prerasta u Gimnazijalni nogometni klub Zrinjski. Zrinjski je tako postao najstariji nogometni klub u BiH. Hrvati u Mostaru pri Hrvatskoj radničkoj zadruzi osnivaju 1906. godine Hrvatski radnički omladinski športski klub, drugi hrvatski nogometni klub u Mostaru.
Nedugo nakon toga, Hrvati u ostalim većim gradovima Bosne i Hercegovine pri kulturnim društvima i radničkim zadrugama osnivaju športska društva, prije svega nogometne klubove, kao posebne odjele tih društava i zadruga. Tako Hrvati Sarajeva osnivaju Sarajevski amaterski športski klub 1910. godine, a Hrvati Banje Luke Nogometni klub Hrvoje. Već tada osnovana športska društva dala su velik doprinos stvaranju zajedništva i afirmaciji Hrvata u Bosni i Hercegovini, njihove povijesti, kulture i svih drugih relevantnih vrijednosti.
Tijekom 1920-ih, Zrinjski i Hrvoje većinom igraju prijateljske utakmice s klubovima iz gradova i regija u kojim se nalaze, dok SAŠK od 1923. do 1929. i ponovno u sezoni 1930./1931. nastupa u najvišem nogometnom natjecanju u državi - Prvenstvu Kraljevine Srba, Hrvata i Slovenaca. SAŠK tako postaje poznat nogometni klub u državi, koji je najveće uspjehe postigao u sezonama 1923. (viceprvak) i 1924. (trećeplasirani), dok je u ostalim sezonama ispadao u četvrtfinalu ili završavao u donjem dijelu ljestvice, ovisno kako se igralo po liga ili kup sustavu.
Tijekom 1930-ih, SAŠK, Zrinjski i Hrvoje igraju međusobne prijateljske oglede te tako nastupaju od od Dubrovnika, Sarajeva, preko Tuzle i Banje Luke do Splita i Zagreba. Naročito su bile česte utakmice mostarskih i sarajevskih klubova, prije svega hrvatskih klubova Zrinjskog i SAŠK-a, ali na nogometnim turnirima, koji su organizirani u Mostaru, nastupaju i muslimanski i srpski klubovi pa čak i jedan židovski klub. Vrijedno je spomenuti da je Zrinjski u tom periodu odigrao i tri utakmice pod svjetlošću reflektora. Za tu prigodu reflektori su posuđeni od mostarskog rudnika mrkog uglja i kako navodi gosp. Ivan Rebac u svom sjećanju na prvu utakmicu je stiglo i oko pet stotina navijača Zrinjskog iz Širokog Brijega predvođeni poduzetnikom Antom Paradžikom.
Drugi svjetski rat morao je poremetiti razvojnu stazu hrvatskih nogometnih klubova u Bosni i Hercegovini. Istina, tijekom 1941. godine SAŠK, Zrinjski i Hrvojem su se priključili u Prvoj hrvatskoj ligi, koja je formirana nakon što je 17. srpnja 1941. godine Nezavisna država Hrvatska bila primljena u članstvo FIFA-e. U tom periodu nehrvatski klubovi poput Gjerzeleza iz Sarajeva i BŠK-a iz Banje Luke, dobivaju hrvatski predznak u nazivu te se također natječu u Prvoj nogometnoj ligi NDH.
Iz tog perioda ostale su fotografije koje svjedoče o povijesnim utakmicama Zrinjskog protiv Građanskog iz Zagreba i splitskog Hajduka. 1942. godine Zrinjski odigrava i jednu utakmicu protiv selekcije talijanske vojske i pobjeđuje s 2:0. Ostao je i trag da je 1943., također u Mostaru, odigrana utakmica s Muslimanskim omladinskim športskim klubom Jedinstvo, u kojoj je ostvarena pobjeda od 2:1. Godine 1944. nogometno prvenstvo Nezavisne Države Hrvatske nije završeno. U završnici prvenstva su se trebali susresti HAŠK iz Zagreba i SAŠK iz Sarajeva, ali je susret završnice otkazan zbog ratnog stanja. Hrvatski nogometni savez je prvo titulu dodijelio HAŠK-u, ali je 1945. povukao odluku, pa za 1944. nije proglašen prvak.
Negdje na tim podatcima završava se nedovoljno poznata, u dokumentima nedostatna, povijest hrvatskih nogometnih klubova u Bosni i Hercegovini. Naravno, ako se izuzme velika crna točka, stavljena 1945. godine na sudbinu kluba. Tada je nova narodna vlast zabranila svim kulturnim i športskim udrugama s nacionalnim predznakom obnovu rada.  Hrvate je najviše peklo navodno potiskivanje nacionalnog u ime nekih viših, a u suštini velikodržavnih ciljeva vlastodržačkih naroda.
Nogometni savez Socijalističke Republike Bosne i Hercegovine, koji je bio član Nogometnog saveza Jugoslavije sastojao se od nekoliko podsaveza. Nogometno prvenstvo koje je vodio NSSRBiH bilo je u rangu jugoslavenske druge lige (tzv. republička liga), a prvenstva koja su vodili podsavezi NSSRBiH bila su kao niže lige. Nogometaši hrvatske nacionalnosti igrali su većinom u klubovima koji su se nalazili u regijama s većom hrvatskom prisutnošću ili njihovom ukorijenjenošću poput zapadne Hercegovine, jugozapadne Bosne, Bosanske Posavine, središnje Bosne i dijelova istočne Hercegovine.
Što se tiče većih klubova koji su dugi niz godina igrali u Prvoj nogometnoj ligi SRFJ kao što su Željezničar, Sarajevo, Velež, Čelik i Sloboda, tu su također hrvatski nogometaši dali velik doprinos. Najpoznatiji igrači hrvatske nacionalnosti koji su nastupali za klubove iz Bosne i Hercegovine u Prvoj jugoslavenskoj ligi su: Ivica Osim, Josip Bukal, Josip Katalinski, Nikola Nikić, Mario Stanić, Miroslav Blažević, Miroslav Brozović, Davor Jozić, Franjo Vladić, Ivan Ćurković, Blaž Slišković, Vlado Slišković, Josip Musa, Boro Primorac, Ivica Barbarić, Goran Jurić, Predrag Jurić, Jadranko Topić, Marijan Bloudek i Ivan Cvjetković.
Hrvati Bosne i Hercegovine su prvi tijekom rata i poslijeraća u Bosni i Hercegovini osnovali vlastito nogometno ligaško natjecanje za svoje klubove. Prva nogometna liga Herceg-Bosne je formirana  1993. godine, a ligu je oragnizirao Nogometni savez Hrvatske Republike Herceg-Bosne. Osim lige postojao je i Nogometni kup Herceg-Bosne, koji se igrao od 1994. godine. 
Nogometna reprezentacija Herceg-Bosne je odigrala svoju jedinu utakmicu s najboljom vrstom Paragvaja 21. travnja 1996. godine u glavnom gradu Paragvaja, Asunciónu. Tu utakmicu Nogometni savez Paragvaja priznaje kao službenu, čak je i FIFA vodi takvom, samo je ne priznaje Nogometni savez Bosne i Hercegovine. Utakmicu je Paragvaj dobio s 3:0 (1:0), a za Herceg-Bosnu su nastupili: Dukić, Skoko, Kordić, Babić, Bubalo, Matan, Ravlić, Musa, Bogdan, Marinović, Marušić (još su igrali Sušac, Bartolović). Izbornik: Branko Međugorac.
Hrvatsku nogometnu broncu na Svjetskom prvenstvu 1998. u Francuskoj iskovali su i hrvatski igrači iz BiH. Prvi strijelac Mundijala, Davor Šuker, rođeni je Osječanin, a prema podrijetlu roditelja Livnjak, Mario Stanić je stigao iz Sarajeva, ali hercegovačkih je korijena, kao i Kruno Jurčić, Zvonimir Soldo, Dario Šimić, Zoran Mamić, Vladimir Vasilj... Nakon smjene te slavne generacije, za vatrene su zaigrali braća livanjskih korijena Niko i Robert Kovač, te cijela plejada igrača podrijetlom iz BiH: Boris Živković, Stjepan Tomas, Mario Tokić, braća Tomislav i Marijo Marić, Mato Neretljak i Vedran Ješe.
Zrinjski je jedan od subjekata koji su mnogo pridonijeli organiziranju Nogometnog saveza Hrvatske Republike Herceg-Bosne i prvog prvenstva toga saveza 1994. godine, prvog nogometnog prvenstva u Bosni i Hercegovini uopće nakon početka rata u toj zemlji. U sedam sezona igranja Prve nogometne lige Herceg-Bosne najuspješniji je bio Široki Brijeg s pet naslova prvaka, dok je Posušje osvojilo dva naslova. U pet sezona igranja Nogometnog kupa Herceg-Bosne najuspješniji je bio Ljubuški s dva naslova, dok su Brotnjo, Orašje i Troglav jednom osvojili kup.
U sezonama 1997./1998. i 1999./2000., najbolji nogometni klubovi bosnaskohercegovačkih Hrvata su se suočavali s najboljim bošnjačkim za ulazak u UEFA-ina europska klupska natjecanja. U sezoni 1998./1999. do play offa ipak nije došlo zbog nesuglasica između NSBiH i NS HRHB, a u predkolima europskih klupskih nogometnih natjecanja Bosnu i Hercegovinu su predstavljali klubovi iz NSBiH odnosno bošnjački klubovi. Brotnjo je postiglo svoj najveći klupski uspjeh u sezoni 1999./2000. kada su pobijedili u doigravanju za prvaka BiH. Taj naslov im je osigurao sudjelovanje u prvom kolu kvalifikacija za UEFA Ligi prvaka.  Nekoliko dana ranije, Zrinjski je pobjedom nakon izvođenja jedanaesteraca protiv zeničkog Đerzeleza, izborio plasman u prvo kolo UEFA Intertoto kupa. Tako je postao prvi hrvatski nogometni klub iz Bosne i Hercegovine, koji je sudjelovao u nekom UEFA-inom klupskom natjecanju.
Ovi odnosi su postojali sve do sezone 2000./2001., kada su se dvije lige spojile u jednu, stvorivši nogometnu Premijer ligu Bosne i Hercegovine. Ulaskom nogometnih klubova iz  Republike Srpske u Premijer ligu, 2002. godine dolazi do konačnog ujedinjena nogometa u BiH.
Najuspješniji hrvatski nogometni klubovi u jedinstvenoj Premijer ligu Bosne i Hercegovine su Zrinjski i Široki Brijeg, koji su do sada dva puta osvojili naslov prvaka države. Po prvi put u svojoj povijesti Široki je postao prvak Bosne i Hercegovine u sezoni 2003./2004., a navedeni uspjeh je ponovljen u sezoni 2005./2006. Zrinjski po prvi put u povijesti grada na Neretvi, na svoju stotu obljetnicu postojanja donosi titulu prvaka države u sezoni 2004./2005., a navedeni uspjeh je ponovljen u sezoni 2008./2009. Nogometni kup Bosne i Hercegovine od hrvatskih nogometnih klubova u BiH osvojili su: Orašje (2005./06.), Široki Brijeg (2006./2007.) i Zrinjski (2007./2008.).

### Košarka
Na igralištu mostarske stare gimnazije (Gimnazija Mostar), već 1925. godine se igrala košarka, što zvuči nevjerojatno, ali je povijesno utemeljeno i istinito. Dakle, tradicija košarkaškog sporta u Mostaru je duga preko 80 godina, što je u europskim okvirima vrijedno divljenja. Te, 1925. godine u dvorištu iza gimnazije počela se igrati košarka, zahvaljujući tome što je iz SAD-a, došao na školovanje u Gimnaziju Mostar, Miljenko Radosavljević. On je polako učio svoje gimnazijske kolege pravilima ove igre, te se košarka u Mostaru prihvatila s oduševljenjem. Uzimajući u obzir tu činjenicu, lako je zaključiti, da je Mostar postao prvi grad u Bosni i Hercegovini, a i šire, gdje se počela igrati košarka.
Nakon 1927. godine, kada se razilaze maturanti školske generacije, Miljenka Radosavljevića – Amerikanca, košarka se polako ugasila, te dolazi do praznog hoda preko dva desetljeća. Organizirano igranje košarke, kroz sekcije i klubove, pripisuje se 1951. godini. Naime, te 1951. godine u okviru djelovanja prvenstva Bosne i Hercegovine u košarci.
Košarkaški savez Socijalističke Republike Bosne i Hercegovine, koji je bio član Košarkaškog saveza Jugoslavije sastojao se od nekoliko podsaveza. Košarkaško prvenstvo koje je vodio KSSRBiH bilo je u rangu jugoslavenske druge lige (tzv. republička liga), a prvenstva koja su vodili podsavezi KSSRBiH bila su kao niže lige. Košarkaši hrvatske nacionalnosti igrali su većinom u klubovima koji su se nalazili u regijama s većom hrvatskom prisutnošću ili njihovom ukorijenjenošću poput zapadne Hercegovine, jugozapadne Bosne, Bosanske Posavine, središnje Bosne i dijelova istočne Hercegovine.
Godine 1962., u Mostaru, osniva se Košarkaški klub Lokomotiva, klub koji je po igračima koji su u njemu igrali, počeli karijeru ili odradili prve treninge, te po onom što su postigli poslije spada u najveće izvoznike igrača u bivšoj Jugoslaviji. Svoju prvu natjecateljsku sezonu, odnosno registrirane sportske nastupe, Lokomotiva ima od sezone 1964. kao član Prve republičke lige BiH. KK Lokomotiva je prije nastupa u Prvoj republičkoj ligi Bosne i Hercegovine imala još niz pripremnih utakmica.
Gradovi koji nisu imali športsku dvoranu, bez obzira na razvijenost grada, nemaju vrhunsku košarku ili rukomet, zbog toga što dolazi do prekida u trenažnom procesu tijekom zimskih mjeseci. Te su zimske stanke nenadoknadive, jer zastoj u razvoju igrača u mlađim godinama je poslije nenadoknadiv. Potvrda ovih navoda je vidljiva na primjerima, KK Lokomotiva i KK Bosna Sarajevo. Obje ekipe su bile članovi Prve lige Bosne i Hercegovine i obje ekipe nisu imale dvoranu. Što je poslije značila izgradnja dvorane Skenderija za KK Bosna, poznato je u Europi i svijetu, nažalost Mostar niti početkom 21. stoljeća nije riješio pitanje adekvatne športske dvorane.
Dana 5. travnja 1974. godine na poticaj profesora tjelesnog odgoja Stanka Jelčića i skupine gimnazijalaca, u Širokom Brijegu je osnovan Košarkaški klub Mladost. Prve utakmice klub je odigrao na asfaltnom igralištu između znamenitih širokobrijeških zvonika i gimnazijske zgrade. Mladost se ubrzo se uključila u redovito natjecanje, Drugu republičku košarkašku ligu Bosne i Hercegovine - Skupina Jug (poznata i pod nazivom Hercegovačka liga). S dosta uspjeha klub je u tom stupnju natjecanja igrao sve do 1989. godine kada je postao pobjednik južne skupine Druge republičke lige BiH i izborio kvalifikacije za ulazak u Prvu republičku ligu BiH nakon kojih su postali članovi Prve republičke lige Bosne i Hercegovine u kojoj su dvije sezone igrali vrlo zapaženu ulogu.
Mostarska Lokomotiva trijumfirala je 1976. godine, kao juniorski prvak Bosne i Hercegovine, a godinu poslije, 1976. godine kao seniorski prvak Bosne i Hercegovine i izravno se plasirala u Drugu košarkašku ligu Jugoslavije. Blistavu Lokomotivinu momčad, u to vrijeme, od 1974. do 1977. godine, vodio je trener Zvonimir Buntić "Đonta". Nakon smjenjivanja trenera Buntića, Lokomotiva ispada iz Druge košarkaške lige Jugoslavije, a potom i iz Prve košarkaške republičke lige Bosne i Hercegovine. Bio je to kraj jednog slavnog mostarskog košarkaškog kluba.
U jeku ratnih događanja u Mostaru 1992. godine, nekolicina entuzijasta na čelu s Marijofilom Džidićem kao predsjednikom i Stankom Jelčićem kao trenerom utemeljuju Hrvatski košarkaški klub Zrinjski. Osnivačka skupština, zbog ratnih djelovanja u Mostaru, održana je 23. listopada 1992. godine u Međugorju. U svojoj prvoj natjecateljskoj sezoni natječu se u Drugoj hrvatskoj ligi – Jug, uz odobrenje Hrvatskog košarkaškog saveza.
Bez obzira na tek formiranu ekipu, igrali su vrlo važnu ulogu i bili pravo osvježenje u ovoj ligi te su se tako odužili svima koji su im omogućili da se natječu, odličnim igrama, na svom parketu u Metkoviću, gdje je bilo privremeno sjedište. To je trajalo dvije godine, sve dok 1994. godine kadetima Zrinjskog nije bilo, nakon što su bili pobjednici u svojoj grupi, zabranjeno nastupanje u završnici prvenstva od strane Hrvatskog košarkaškog saveza uz obrazloženje da su iz druge države. Tada Upravni odbor Zrinjskog donosi odluku o istupanju iz daljnjeg natjecanja u Hrvatskoj i pokreće inicijativu za osnivanje Košarkaškog saveza Herceg-Bosne.
Liga Košarkaškog saveza Herceg-Bosne je funkcionirala kao košarkaško ligaško natjecanje za klubove bosanskohercegovačkih Hrvata u Bosni i Hercegovini za vrijeme rata u toj zemlji i poslijeraća. Osnovana je 1993. godine, a ligu je organizirao Košarkaški savez Hrvatske Republike Herceg-Bosne. Za to vrijeme, košarkaška natjecanja su bila podijeljena po nacionalnoj osnovi, tako da su u Bosni i Hercegovini Hrvati, Bošnjaci i Srbi svaki za sebe igrali svoje nacionalne lige. 
Hrvatski košarkaški klub Široki je krenuo u natjecanje u okviru Košarkaškog saveza Herceg-Bosne, te se polako vraćao se na nekadašnje staze uspjeha, a poslije je postao jedan od najuspješnijih klubova u državi.
U sezoni 1997./1998. Široki je postao prvak Herceg-Bosne, a nakon toga i osvajač prvoga doigravanja za prvaka BiH i pobjednik Kupa BiH. 
Godine 2002. stvoreno je Košarkaško prvenstvo Bosne i Hercegovine, a nacionalne lige su nastavile postojati, ali kao druge lige. Tako pobjednik Košarkaške lige Herceg-Bosne ulazi u Košarkaško prvenstvo Bosne i Hercegovine zajedno s jednim srpskim i bošnjačkim košarkaškim klubom. Veliki rezultati Širokog stigli su tek useljenjem kluba u novu modernu športsku dvoranu na Pecari. Klub, koji je devetostruki prvak BiH i osmostruki pobjednik Kupa BiH uz zapažene nastupe na međunarodnim natjecanjima, prije svega u regionalnoj Jadranskoj ligi, s pravom nosi nadimak Ponos Hercegovine.
HKK Široki je sudjelovao i u prestižnim europskim klupskim natjecanjima, Kupu Raymonda Saporte, Kupu Radivoja Koraća, FIBA Champions kupu i FIBA Europe ligi. Sjajnom organizacijom, odličnim rezultatima i pravom športskom atmosferom u dvorani na Pecari. HKK Široki je prerastao okvire Širokog Brijega, Zapadnohercegovačke županije i Bosne i Hercegovine. Postao je jedan od najuspješnijih športskih klubova u državi i uzorni član europske košarkaške obitelji. Organizacija hrvatskih košarkaških klubova s područja Federacije BiH je Košarkaški savez Herceg-Bosne.
Košarka bosakohercegovačkih Hrvata, kao i nogomet, dala je velik broj uspješnih jugoslavenskih, hrvatskih i bosanskohercegovačkih košarkaša, od kojih su najpoznatiji: Franjo Arapović, Marko Batina, Stanko Barać, Josip Bilinovac, Bojan Bogdanović, Matej Mamić, Damir Markota, Damir Mršić, Damir Mulaomerović, Zoran Planinić, Vedran Princ, Ivan Ramljak, Jasmin Repeša, Robert Rikić, Marin Rozić, Andrija Stipanović, i Goran Suton.

### Rukomet
Ovaj šport zastupljeni je i kroz ligaška natjecanja Herceg-Bosne, to jest Prvu rukometnu ligu Rukometnog saveza Herceg-Bosne.
Veliku ulogu u rukometu, ali i u cjelokupnom športskom životu Bosne i Hercegovine igra i Hrvatski rukometni klub Izviđač Ljubuški. Rukomet u Ljubuškom započeo se igrati u Gimnaziji, pa je tako 1956. godine osnovan i klub. Tadašnji klub, kao i većina klubova u to vrijeme, nosio je ime ORK (omladinski rukometni klub) Partizan Ljubuški. Formiranjem sekcije izviđača u općini, a s obzirom na to da su članovi tadašnjih izviđača bili i igrači kluba, klub je 1963. godine dobio ime ORK Izviđač.
Prva prvenstva su se odvijala na prostorima Hercegovine i južne Dalmacije, tako da se ta liga zvala Hercegovačko-dalmatinska liga. Poslije ove lige Izviđač je sudjelovao u Hercegovačkoj, a zatim u Bosanskohercegovačkoj ligi u kojoj su bili klubovi iz Uskoplja, Donjeg Vakufa, Travnika, Viteza, Zenice, Goražda, Rogatice i sarajevski klubovi koji su svi zajedno činili južnu skupinu. U ovim godinama natjecanja, ovisno od organizacije u klubu, rezultati su bili promjenjivi, ali se nikada nije ispadalo iz ovih liga, osim što je klub sedamdesetih godina 20. stoljeća upao u krizu i čak se prestao natjecati. 
Ubrzo se ponovno organizirao i nastavio s natjecanjem, te je 1986. godine dosegnuo vrhunac u postojanju i postao članom jedinstvene rukometne lige Bosne i Hercegovine. To je bila najjača liga u tadašnjoj Socijalističkoj Republici Bosni i Hercegovini i u njoj se klub natjecao sve do rata. Rukometni pravilnik natjecanja zahtijevao je da se utakmice igraju isključivo u športskim dvoranama što je postao veliki problem za malu sredinu kao Ljubuški. Kao domaćin Rukometni klub Izviđač nije više igrao u Ljubuškom već u Metkoviću, čime je u regiji nestalo rukometne navijačke euforije.
Zbog ratnih djelovanja na ovim prostorima Izviđač početkom 1990-ih prestaje s radom. Prestankom ratnih opasnosti klub pod imenom Hrvatski rukometni klub Izviđač 1994. godine obnavlja svoje djelovanje. Međutim, klub svoj procvat u organizaciji i radu dobiva 1995. godine i nakon toga osvaja sve rukometne kupove i prvenstva Rukometnog saveza Herceg-Bosne osim prvog poslijeratnog prvenstva. U razdoblju od 1994. do 2001. godine, Izviđač je 8 puta osvajao Prvu rukometnu ligu Rukometnog saveza Herceg-Bosne, a Rukometni kup Herceg-Bosne 9 puta.
Veliki hendikep Ljubuškog u predratnom razdoblju bio je nedostatak športske dvorane. Takvo stanje nastavilo se i poslije rata, sve do prvog nastupa Izviđača u jednom europskom natjecanju.  Radovi su započeti početkom svibnja 1998., a njihov završetak je uslijedio pet mjeseci kasnije. Dvorana je otvorena 10. listopada 1998., a Ljubuški, kao grad rukometa, ponovno je počeo živjeti za svoj Izviđač.
Izviđač je četverostruki rukometni prvak Bosne i Hercegovine, u sezonama 1999./2000., 2001./2002., 2003./2004. i 2004./2005. i dvostruki pobjednik Rukometnog kupa BiH, u sezonama 1998./1999. i 2001./2002. Klub je redovito nastupao i na europskoj sceni: City kup 1998., EHF kup 1999., Kup Prvaka 2000., Challenge kup 2001., Liga prvaka i EHF kup 2002., EHF kup 2003. godine, Liga prvaka i Kup pobjednika Kupova 2004., Liga prvaka 2005., EHF kup 2006. i Challenge kup 2007. godine. Osobito je uspješan, medijski i rezultatski,  nastup rukometaša Izviđača u utakmicama s najslavnijim europskim momčadima: Barcelonom, Realom i Kielom. 
Rukometni dužnosnik i bivši savezni rukometni sudac Drago Tomić i rukometni trener Zvjezdan Tomić zaslužni su za oživljavanju već raspalog ŽRK Jedinstva iz Tuzle, netom ispalog u drugu ligu. Iz druge lige vratili su ga u vrh bh. rukometa i ostvarili izvrsne nastupe u europskim kupovima.
Hrvatski rukomet u Bosni i Hercegovini dao je Hrvatskoj rukometnoj reprezentaciji velika svjetska imena, kao što su: Ivano Balić, Božidar Jović, Zlatko Saračević, Irfan Smajlagić, Slavko Goluža, Božidar Jović, Denis Buntić, Vlado Šola, Venio Losert, Mirko Alilović i Marin Šego. U bh. rukometu istaknuli su se kao igrači i treneri Goran Suton i Srđan Praljak. 
Uspješni su ženski rukometni klubovi Hrvatski ženski rukometni klub Zrinjski Mostar, višestruke prvakinje Bosne i Hercegovine, Hrvatski rukometni klub Katarina Mostar i Hrvatski ženski rukometni klub Ljubuški, višestruke osvajačice kupa Bosne i Hercegovine.

### Odbojka
Odbojka je doživjela ekspanziju 2010-ih godina. Osobito je tad popularnost narasla području Hercegovine, isključivo u ženskoj konkurenciji. 2015. godine u Super ligi Federacije BiH i Prvoj ligi Federacije BiH natjecalo se deset klubova s područja Hercegovine. Najveću tradiciju ima HŽOK Čapljina, jedan od najboljih klubova u Super ligi FBiH. Sudjeluju u Super ligi i HŽOK Široki Brijeg i ŽOK Mostar te Troglav iz Livna. U razini niže, Prvoj ligi FBiH, svoje sastave ima Čapljina (HŽOK Čapljina 2), HŽOK Široki Brijeg i HOK Široki, zatim ŽOK Student Mostar, OK Ljubuški i HOK Stolac. Čapljina je jedini grad u cijeloj državi koji ima tri kolektiva u ligaškim natjecanjima. U sjevernoj skupini općeniti je manjak odbojkašica. Muški klubovi teže posluju na jugu. 2013. ugašen je OK Student Mostar, 2014. ugašen je OK Mostar. Muški sastav iz Čapljine HOK Čapljina prvi put nakon osnivanja lige i saveza prestao se natjecati u 2015. U sjevernoj skupini dva su kluba Hrvata iz Posavske županije – Napredak iz Odžaka i Balegovac iz Novog Sela.

### Boćanje
Boćanje ima dugu tradiciju u Hrvata u Hercegovini. Osim savezne razine, postoji i Prvenstvo Herceg-Bosne u boćanju, Boćarska liga Herceg-Bosne.
1989. osnovan je Boćarski klub Monako, poslije preimenovan u Brotnjo. Istovremeno na Služnju je osnovan BK „Zmaj” i u Čitluku BK „Studio 3″. Svi su se natjecali u Boćarskoj ligi Herceg-Bosne. BK Brotnjo je 1995. postao prvak tadašnje lige, a dvije godine poslije i boćari Studija 3″. Zbog financijske situacije poslije su se ugasili Zmaj i Studio 3. 1998. na Europskom prvenstvu nastupio je brotnjanski boćar Ilija Primorac te godinu poslije na svjetskom prvenstvu Ante Juka. BK Brotnjo je 2000. bio prvak BiH i sudjelovao je u Kupu prvaka, no i on se zbog financijskih razloga 2000. formalno ugasio.
Boćarski klubovi Hrvata dominiraju u prvenstvu BiH. 2017. Čapljina je pobjedom protiv Dračeva bila prvak BiH. 2018. u doigravanju za prvaka igrala su četiri kluba Hrvata, Široki Brijeg, Čapljina, posuška Bura i mostarski Ante Rozić. Prvak je postala momčad Ante Rozića pobjedom protiv Širokog. 2018. su za prvaka Kupa BiH igrali BK Čapljina i BK Ante Rozić, a u poluzavršnici ispao je Napredak Willa. Nekad su u boćanju i Grude bile moćne. Prvoligaši su i Neum, Rastok iz Ljubuškog i Napredak Willa. U Čitluku djeluje BK Hrvatski radiša, osnovan 2005., koji je igrao finale Kupa BiH 2006. godine, kad se i plasirao u Prvu ligu.
2017. godina bila je krizna za boćanje u BiH. Do te godine boćanje je imalo prigodu etablirati se kao jedan od važnih tzv. malih športova u BiH. Gospodarska kriza i nonšalancija Boćarskog saveza BiH dovela je 2017. godine do toga da su mnogi klubovi, čak i trofejni, zamrznuli svoju aktivnost jer nisu imali svog terena, kao trostruki prvaci Radišići koji su osvojili i četiri kupa. Igrali su u dvorani Ljubuškog, koji je također zamrznuo djelatnost ali se ugasio zbog prenamjene boćarskog doma. Krizne 2017. umjesto 20 klubova u prvoj i drugoj ligi, ostalo ih je 7 u prvoj (od osam) i samo 3 u drugoj. Ugasilo se više od polovice klubova, a s njima su s radom prestali jedina boćarska dvorana (Grude) i jedan boćarski dom (Ljubuški). 2016. šesterostruki prvak Ljubuški zamrznuo je rad. Grude su isto zamrznule rad, iako su jedina bh. ekipa koja je uz domaće uspjela osvojiti i jedan međunarodni trofej, Kup nacija. Od natjecanja odustali su zbog spora sa Savezom, a razlog je par stotina maraka. U sustavu je 2017. preživjela samo posuška Bura, jednom prvak BiH. Boćarski klubovi iz Bosne s iznimkom sarajevskog Napretka umirovili su se. Velika većina klubova je iz Hercegovine, ali kako su amaterski, česta putovanja su preskupa. U drugoj ligi još je igrao BK Sveti Stipan iz Sovića i Grupos iz Gruda.

### Ostali športovi
Osim nogometa i košarke, dva najpopularnija športa, te rukometa, popularni su i tenis, šah, boćanje, kuglanje, planinarstvo, stolni tenis i dr. Ti su športovi zastupljeni i kroz ligaška natjecanja Herceg-Bosne u ostalim športovima. Tu treba istaknuti Prvu rukometnu ligu Rukometnog saveza Herceg-Bosne, Prvu šahovsku ligu Herceg-Bosne, Prvenstvo Herceg-Bosne u kuglanju i druge. Tenis bosanskohercegovačkih Hrvata je iznjedrio okosnicu Hrvatske teniske reprezentacije, velika svjetska imena kao što su Ivan Ljubičić i Marin Čilić. Ističe se Tenis klub Međugorje. Lukas Tomić je prvak BiH do 16 godina. Postoje klubovi borilačkih športova, kajak i kanu, vaterpolo...
Na prijelazu iz 19. u 20. stoljeće bio je poznat hrvač Antonić.
Stolnotenisači i stolnotenisačice Zrinskog iz Tuzle sudjelovali su u europskim kupovima, Europskom kupu i Kupu Nancy Evans 1994. godine.
Hrvatski klubovi jaki su u bh. kuglanju. Prvaci su bili među ostalima bili Zrinski iz Ljubača i Međugorje-Brotnjo.
Biciklistički klubovi Mostar, Brotnjo, Ljubuški i dr. Već 10 godina održava se Biciklističko hodočašće u čast sv. Ante.
Judaši su okupljeni u Judo savez Herceg-Bosne.
Športaši konjičkog športa okupljeni su u Konjički savez Herceg-Bosne.
U Neumu djeluje klub Jadran. 30. listopada 2014. započela je s radom vaterpolo sekcija, a na inicijativu studenata s Kineziološkog fakulteta u Mostaru u sklopu Fakulteta prirodoslovno-matematičkih i odgojnih znanosti Sveučilišta u Mostaru. Rad je na fakultetskom bazenu u Rodoču.
U automobilizmu zadnje desetljeće uspješan je Damir Ljubić sa Širokog Brijega, AMK Rebac iz Čapljine, Dragan Lovrenović, Miroslav Josipović, Franjo Deljak, Josip Deljak, Hrvoje Jugović, Ivica Malić, Krešimir Bodnaruk, Davor Domazet i dr., a automobilisti su se istakli u SAK Komotin iz Jajca, AK Mladost iz Novog Travnika, AK Jajce, AK Mladost iz Nove Bile, AMK Široki sa Širokog Brijega i dr.

## Športska društva
Nekoliko je športskih društava. HKD Napredak ima športsku sekciju, u čijem okviru danas djeluju: Šahovski klub Napredak Sarajevo, ŠK Napredak Zenica, Boćarski klub Napredak-Willa, Nogometni klub SAŠK Napredak u Sarajevu, te Hrvatsko planinarsko društvo Bjelašnica 1923. Odbojkaški klub iz Odžaka nosi ime Napredak.

## Srodni članci
- Hrvati Bosne i Hercegovine
- Kultura Hrvata Bosne i Hercegovine
- Šport u Hrvatskoj

## Unutarnje poveznice
| - Kamena s ramena - Potezanje klipa - Potezanje konopa - Hrvatski nogomet u Bosni i Hercegovini | - HŠK Zrinjski Mostar - NK Široki Brijeg - HKK Široki - HRK Izviđač Ljubuški |